# تسا د لیانو
تسا د لیانو (به لاتین: Tsa de l'Ano) یک کوه در سوئیس است که در کانتون وله واقع شده‌است. تسا د لیانو ۳٬۳۶۸ متر بالاتر از سطح دریا واقع شده‌است.